# Цоколь Эдисона

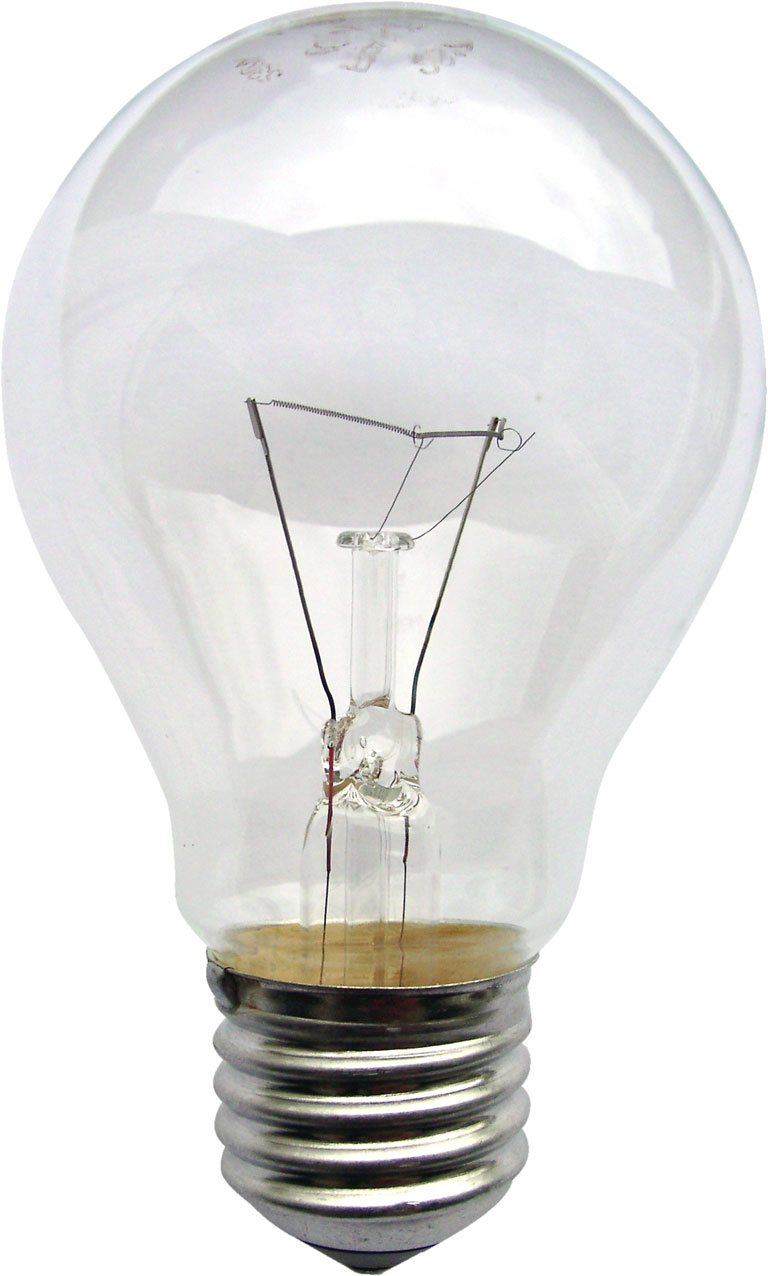
Лампа накаливания с цоколем E27 (27 mm) 230/240 В переменного тока

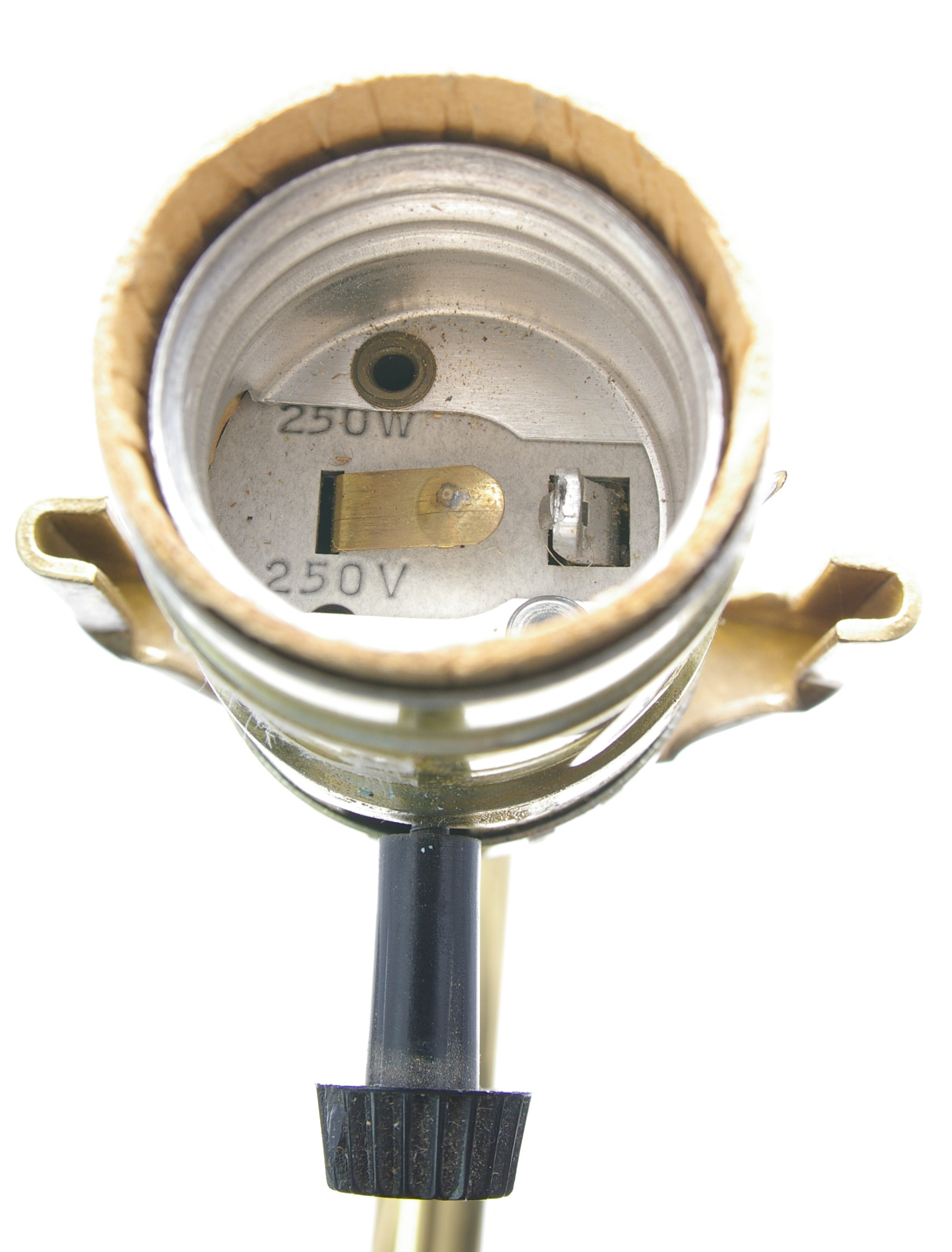
Американский патрон для бытовых двуспиральных ламп

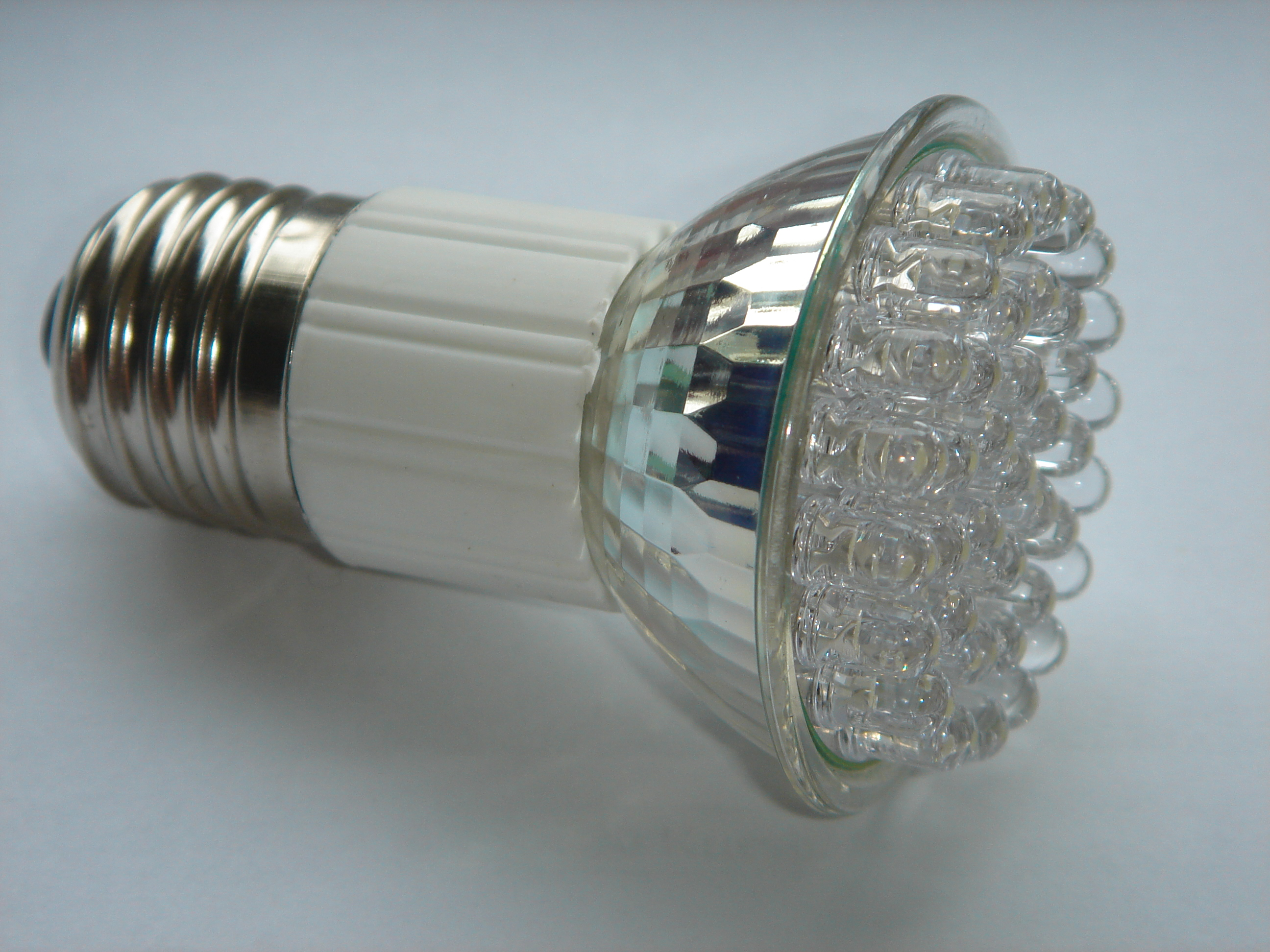
Светодиодная лампа с цоколем E27 (27 mm)

Цо́коль Эдисона — резьбовая система быстрого соединения электрических источников света, разработанная Томасом Эдисоном и запатентованная в 1894 году. Обозначение Exx соответствует диаметру в миллиметрах, так, цоколь E27 имеет диаметр 27 мм.
В большинстве стран, которые используют для электроснабжения напряжение 220-240 В, в быту наиболее распространены цоколи E27 и E14 (миньон, также распространён в бытовых светильниках, холодильниках, лампы малой мощности). Для уличного освещения, а также для производственных, складских и т.п. помещений часто используется цоколь E40 (электролампы большой мощности, также газосветные лампы ДНаТ, ДРИ, люминесцентные лампы ДРЛ, включаемые с импульсным зажигающим устройством и реактивным сопротивлением — дросселем с магнитомягким магнитопроводом).
В Северной Америке (США, Канада), где бытовое напряжение составляет 110 В, стандартным является размер E26. Также используются цоколи E12 для ламп типа «миньон» и E10 в электрических гирляндах. E17 распространены в некоторых настольных лампах и устаревших бытовых устройствах, где требуется слабая подсветка.
Изначально цоколь Е27 предназначался для ламп накаливания общего назначения, но позже под этот цоколь стали изготавливать светодиодные и компактные люминесцентные лампы.

## Типоразмеры цоколей
| Тип         | Диаметр, мм | Наименование                                                                     | Код по IEC               |
| ----------- | ----------- | -------------------------------------------------------------------------------- | ------------------------ |
| E5          | 5 мм        | Микроцоколь (LES, Lilliput Edison Screw)                                         | IEC 60061-1 (7004-25)    |
| E10 (110 В) | 10 мм       | Миниатюрный цоколь (MES, Miniature Edison Screw)                                 | IEC 60061-1 (7004-22)    |
| E11         | 11 мм       | Минилюстровый цоколь                                                             | [ 1 ] [ 2 ] [ 3 ]        |
| E12 (110 В) | 12 мм       | Люстровый цоколь (CES, Candelabra Edison Screw)                                  | IEC 60061-1 (7004-28)    |
| E14         | 14 мм       | Малый цоколь; цоколь ламп типа «миньон» (SES, Small Edison Screw)                | IEC 60061-1 (7004-23)    |
| E17 (110 В) | 17 мм       | Средний цоколь (IES)                                                             | IEC 60061-1 (7004-26)    |
| E26 (110 В) | 26 мм       | Стандартный (дюймовый) цоколь (ES или MES, [Medium] Edison Screw) для ламп 120 В | IEC 60061-1 (7004-21A-2) |
| E27         | 27 мм       | Стандартный цоколь (ES) для ламп 230 В                                           | IEC 60061-1 (7004-21)    |
| E40         | 40 мм       | Большой цоколь «Голиаф» (GES, Giant Edison Screw)                                | IEC 60061-1 (7004-24)    |

## Критика
Как и другие цилиндрические разъёмы, цоколь Эдисона зачастую имеет ряд конструктивных проблем, обусловленных наличием многих соосных резьбовых соединений. В частности, например, гильза зачастую залипает к цоколю. В результате при попытке выкрутить лампочку выкручивается гильза или другая часть патрона. Также возникают существенные проблемы при выкручивании разбившейся лампочки, при этом дополнительные разрушения стеклянных оболочек лампы опасны в отношении энергосберегающих люминесцентных ламп, содержащих ртуть.
Ряд цоколей, например E14, не рассчитан на эффективный теплообмен. Данная особенность делает их использование с мощными светодиодными лампами нежелательным.